# Rodney Wallace
Rodney Wallace Burns (San José, 17 de junio de 1988) es un exfutbolista costarricense que jugaba como extremo izquierdo. Su último equipo fue el Portland Timbers.

## Trayectoria
Wallace y su familia se mudaron a Estados Unidos cuando él tenía nueve años, donde se crio en Rockville, Maryland; asistió la Escuela Bullis, y jugó fútbol universitario en la Universidad de Maryland.
Este jugador es primo del dos veces mundialista Harold Wallace.
El 26 de agosto fue una de las sorpresas en la lista de convocados por técnico interino Ronald González, para los fogueos ante Estados Unidos y Ecuador.

### Profesional
Wallace fue seleccionado en la primera ronda (6 en total) del SuperDraft 2009 de la MLS por el D.C. United el 15 de enero de 2009. Hizo su debut profesional el 22 de marzo de 2009, en el primer partido del DC United de la temporada 2009 de la MLS contra el Galaxy de Los Ángeles, y anotó su primer gol en su carrera profesional el 26 de abril de 2009, en la victoria por 3-2 sobre los New York Red Bulls.
El 24 de noviembre de 2010, el D.C. United negocia a Wallace en una selección de cuarta ronda en el SuperDraft 2011 de la MLS a Portland Timbers a cambio de Dax McCarty y el dinero de la asignación.
Wallace le renovó el contrato con Portland el 6 de diciembre de 2012. Desde el 2009, ha jugado 61 partidos en la MLS, 56 como titular, con 4.976 minutos de acción, 5 goles, 6 asistencias, 48 faltas, siete fueras de juego y 15 tarjetas amarillas.
El 29 de enero de 2016 el Arouca de Portugal anuncia su fichaje, dos meses después el Sport Recife de Brasil que tenía varias bajas esa temporada decidió ficharlo por dos años, aunque al parecer el jugador no se moldeó completamente al equipo jugó 24 partidos en una temporada y media más partidos de los torneos regionales de Brasil, debido a esto y crecientes rumores de volver a jugar para Portland, que la participación del jugador en Brasil se mermó y el interés del NY City FC, terminaría fichando el 15 de febrero del 2017.
Tras su vuelta a la MLS jugaría una temporada de 5 goles en 44 partidos, llegaría de préstamo por un año al Sporting Kansas City donde solo jugaría tres partidos dos de Concachampions y una de temporada regular y se lesionaría dejándolo fuera toda la temporada.
En 2020 se hablaba rumores de que el jugador sería fichado por algunos de los grandes equipos de Liga Unafut pero tras una difícil recuperación y una operación en las caderas que se le recomendó por salud alejarse de las canchas, decidió retirarse. Esto dejando en claro que ve difícil que volvería a jugar.

## Selección nacional
Durante su primera temporada en el Portland Timbers, Wallace se consolidó como titular en el centro del campo izquierdo. Sus esfuerzos le valieron un llamado a la Selección de Costa Rica en septiembre. Hizo su debut internacional el 2 de septiembre de 2011 en el Home Depot Center en Carson, California, y anotó el único gol en la victoria por 1-0 sobre los Estados Unidos.

#### Participaciones internacionales
| Evento                          | Sede           | Resultado        | Partidos | Goles |
| ------------------------------- | -------------- | ---------------- | -------- | ----- |
| Copa Centroamericana 2013       | Costa Rica     | Campeón          | 5        | 1     |
| Copa de Oro de la Concacaf 2013 | Estados Unidos | Cuartos de final | 2        | 0     |
| Copa Centroamericana 2014       | Estados Unidos | Campeón          | 1        | 0     |
| Copa de Oro de la Concacaf 2017 | Estados Unidos | Semifinales      | 3        | 1     |

#### Participaciones en eliminatorias
| Eliminatoria               | Sede   | Resultado   | Posición | Partidos | Goles |
| -------------------------- | ------ | ----------- | -------- | -------- | ----- |
| Clasificación Mundial 2014 | Brasil | Clasificado | 2°       | 3        | 0     |
| Clasificación Mundial 2018 | Rusia  | Clasificado | 3°       | 5        | 0     |

#### Participaciones en Copas del Mundo
| Mundial              | Sede  | Resultado      | Partidos | Goles |
| -------------------- | ----- | -------------- | -------- | ----- |
| Copa Mundial de 2018 | Rusia | Fase de grupos | 1        | 0     |

## Estadísticas

### Clubes
- Actualizado a fin de su carrera deportiva.

| Club                                   | Div.          | Temporada     | Liga  | Liga  | Liga   | Copas nacionales | Copas nacionales | Copas nacionales | Copas internacionales | Copas internacionales | Copas internacionales | Total | Total | Total  |
| Club                                   | Div.          | Temporada     | Part. | Goles | Asist. | Part.            | Goles            | Asist.           | Part.                 | Goles                 | Asist.                | Part. | Goles | Asist. |
| -------------------------------------- | ------------- | ------------- | ----- | ----- | ------ | ---------------- | ---------------- | ---------------- | --------------------- | --------------------- | --------------------- | ----- | ----- | ------ |
| D.C. United Estados Unidos             |               |               |       |       |        |                  |                  |                  |                       |                       |                       |       |       |        |
| 1.ª                                    | 2008-09       | 28            | 2     | 2     | 4      | 0                | 1                | —                | —                     | —                     | 32                    | 3     | 3     |        |
| 1.ª                                    | 2007-08       | 11            | 0     | 2     | —      | —                | —                | 7                | 0                     | 3                     | 18                    | 0     | 5     |        |
| Total club                             | Total club    | 39            | 2     | 4     | 4      | 0                | 1                | 7                | 0                     | 3                     | 50                    | 3     | 8     |        |
| Portland Timbers 2 Estados Unidos      |               |               |       |       |        |                  |                  |                  |                       |                       |                       |       |       |        |
| 2.ª                                    | 2012-13       | 2             | 0     | 0     | —      | —                | —                | —                | —                     | —                     | 2                     | 0     | 0     |        |
| Total club                             | Total club    | 2             | 0     | 0     | 0      | 0                | 0                | 0                | 0                     | 0                     | 2                     | 0     | 0     |        |
| Phoenix Rising FC Estados Unidos       |               |               |       |       |        |                  |                  |                  |                       |                       |                       |       |       |        |
| 2.ª                                    | 2013-14       | 2             | 1     | 0     | —      | —                | —                | —                | —                     | —                     | 2                     | 1     | 0     |        |
| Total club                             | Total club    | 2             | 1     | 0     | 0      | 0                | 0                | 0                | 0                     | 0                     | 2                     | 1     | 0     |        |
| Portland Timbers Estados Unidos        |               |               |       |       |        |                  |                  |                  |                       |                       |                       |       |       |        |
| 1.ª                                    | 2010-11       | 25            | 2     | 2     | —      | —                | —                | —                | —                     | —                     | 25                    | 2     | 2     |        |
| 1.ª                                    | 2011-12       | 19            | 1     | 1     | —      | —                | —                | —                | —                     | —                     | 19                    | 1     | 1     |        |
| 1.ª                                    | 2012-13       | 27            | 7     | 6     | 6      | 0                | 2                | —                | —                     | —                     | 33                    | 7     | 8     |        |
| 1.ª                                    | 2013-14       | 17            | 5     | 3     | 1      | 0                | 0                | —                | —                     | —                     | 18                    | 5     | 3     |        |
| 1.ª                                    | 2014-15       | 32            | 1     | 5     | 7      | 3                | 0                | 4                | 0                     | 1                     | 43                    | 4     | 6     |        |
| Total club                             | Total club    | 120           | 16    | 17    | 14     | 3                | 2                | 4                | 0                     | 1                     | 138                   | 19    | 20    |        |
| F. C. Arouca Portugal                  |               |               |       |       |        |                  |                  |                  |                       |                       |                       |       |       |        |
| 1.ª                                    | 2015-16       | 2             | 0     | 0     | —      | —                | —                | —                | —                     | —                     | 2                     | 0     | 0     |        |
| Total club                             | Total club    | 2             | 0     | 0     | 0      | 0                | 0                | 0                | 0                     | 0                     | 2                     | 0     | 0     |        |
| S. C. Recife · Brasil                  |               |               |       |       |        |                  |                  |                  |                       |                       |                       |       |       |        |
| 1.ª                                    | 2015-16       | 23            | 3     | 2     | —      | —                | —                | 1                | 0                     | 0                     | 24                    | 3     | 2     |        |
| Total club                             | Total club    | 23            | 3     | 2     | 0      | 0                | 0                | 1                | 0                     | 0                     | 24                    | 3     | 2     |        |
| New York City Estados Unidos           |               |               |       |       |        |                  |                  |                  |                       |                       |                       |       |       |        |
| 1.ª                                    | 2016-17       | 26            | 4     | 5     | 2      | 0                | 2                | —                | —                     | —                     | 28                    | 4     | 7     |        |
| 1.ª                                    | 2017-18       | 18            | 1     | 1     | —      | —                | —                | —                | —                     | —                     | 18                    | 1     | 1     |        |
| Total club                             | Total club    | 44            | 5     | 6     | 2      | 0                | 2                | 0                | 0                     | 0                     | 46                    | 5     | 8     |        |
| Sporting Kansas City II Estados Unidos |               |               |       |       |        |                  |                  |                  |                       |                       |                       |       |       |        |
| 2.ª                                    | 2018-19       | 1             | 1     | 0     | —      | —                | —                | —                | —                     | —                     | 1                     | 1     | 0     |        |
| Total club                             | Total club    | 1             | 1     | 0     | 0      | 0                | 0                | 0                | 0                     | 0                     | 1                     | 1     | 0     |        |
| Sporting Kansas City Estados Unidos    |               |               |       |       |        |                  |                  |                  |                       |                       |                       |       |       |        |
| 1.ª                                    | 2018-19       | 1             | 0     | 0     | —      | —                | —                | 2                | 0                     | 0                     | 3                     | 0     | 0     |        |
| Total club                             | Total club    | 1             | 0     | 0     | 0      | 0                | 0                | 2                | 0                     | 0                     | 3                     | 0     | 0     |        |
| Total carrera                          | Total carrera | Total carrera | 234   | 28    | 29     | 20               | 3                | 5                | 14                    | 0                     | 4                     | 268   | 32    | 38     |
| 1. 2. Fuente:Transfermarkt             |               |               |       |       |        |                  |                  |                  |                       |                       |                       |       |       |        |

### Selección nacional
- Actualizado a fin de su carrera deportiva.

| Selección                                            | Año | Eliminatorias | Eliminatorias | Eliminatorias | Continental | Continental | Continental | Mundial | Mundial | Mundial | Amistosos | Amistosos | Amistosos | Total | Total | Total  |
| Selección                                            | Año | Part.         | Goles         | Asist.        | Part.       | Goles       | Asist.      | Part.   | Goles   | Asist.  | Part.     | Goles     | Asist.    | Part. | Goles | Asist. |
| ---------------------------------------------------- | --- | ------------- | ------------- | ------------- | ----------- | ----------- | ----------- | ------- | ------- | ------- | --------- | --------- | --------- | ----- | ----- | ------ |
| Absoluta · Costa Rica                                |     |               |               |               |             |             |             |         |         |         |           |           |           |       |       |        |
| 2011                                                 | —   | —             | —             | —             | —           | —           | —           | —       | —       | 4       | 2         | 0         | 4         | 2     | 0     |        |
| 2012                                                 | 3   | 0             | 0             | —             | —           | —           | —           | —       | —       | 2       | 0         | 0         | 5         | 0     | 0     |        |
| 2013                                                 | —   | —             | —             | 7             | 1           | 1           | —           | —       | —       | —       | —         | —         | 7         | 1     | 1     |        |
| 2014                                                 | —   | —             | —             | 1             | 0           | 0           | —           | —       | —       | —       | —         | —         | 1         | 0     | 1     |        |
| 2015                                                 | —   | —             | —             | —             | —           | —           | —           | —       | —       | 1       | 0         | 0         | 1         | 0     | 0     |        |
| 2016                                                 | 1   | 0             | 0             | —             | —           | —           | —           | —       | —       | 1       | 0         | 0         | 2         | 0     | 0     |        |
| 2017                                                 | 4   | 0             | 0             | 3             | 1           | 1           | —           | —       | —       | 2       | 0         | 0         | 9         | 1     | 0     |        |
| 2018                                                 | —   | —             | —             | —             | —           | —           | 1           | 0       | 0       | 2       | 0         | 0         | 3         | 0     | 0     |        |
| Total                                                | 8   | 0             | 0             | 11            | 2           | 2           | 1           | 0       | 0       | 12      | 2         | 0         | 32        | 4     | 2     |        |
| 1. 2. Fuente:Transfermarkt / National Football Teams |     |               |               |               |             |             |             |         |         |         |           |           |           |       |       |        |

#### Goles internacionales
| N. | Fecha                   | Sede                                               | Rival            | Gol | Resultado | Competición                     |
| -- | ----------------------- | -------------------------------------------------- | ---------------- | --- | --------- | ------------------------------- |
| 1. | 2 de septiembre de 2011 | Dignity Health Sports Park, Carson, Estados Unidos | Estados Unidos   | 0–1 | 0–1       | Partido amistoso                |
| 2. | 22 de diciembre de 2011 | Estadio Farid Richa, Barquisimeto, Venezuela       | Venezuela        | 0–1 | 0–2       | Partido amistoso                |
| 3. | 25 de enero de 2013     | Estadio Nacional, San José, Costa Rica             | El Salvador      | 1–0 | 1–0       | Copa Centroamericana 2013       |
| 4. | 14 de julio de 2017     | Estadio Toyota, Frisco, Estados Unidos             | Guayana Francesa | 2–0 | 3–0       | Copa de Oro de la Concacaf 2017 |

## Palmarés

### Títulos nacionales
| Título  | Equipo           | País           | Año  |
| ------- | ---------------- | -------------- | ---- |
| MLS Cup | Portland Timbers | Estados Unidos | 2015 |

### Títulos internacionales
| Título               | Equipo     | Sede           | Año  |
| -------------------- | ---------- | -------------- | ---- |
| Copa Centroamericana | Costa Rica | Costa Rica     | 2013 |
| Copa Centroamericana | Costa Rica | Estados Unidos | 2014 |